# ثور عيده (مسرحية)
مسرحية ثور عيده من إنتاج فرقة المسرح الشعبي، من تأليف إبراهيم الهنداوي وإعداد اللجنة الثقافية وإخراج عبد العزيز الفهد، مثلت على مسرح كيفان ابتداء من 5 ديسمبر1972م.

## فكرة المسرحية
المسرحية تتكلم وتبين تسلط الزوجات ومدى ضعف شخصية الزوج امام زوجته في البيت وامام اهله واهلها.

## الممثلين
- جاسم النبهان - في دور (أيوب)
- طيبة الفرج في دور (سعاد) زوجة أيوب
- أحمد الصالح في دور (سلمان) الخال
- مريم الصالح في دور (مريم) زوجة الخال
- عبد العزيز المسعود في دور أبو ايوب
- مريم الغضبان في دور (قماشة أم سعاد)
- حسين غلوم في دور (منصور) المحصل
- مكي القلاف في دور (شعبان) سائق تاكسي
- جاسم الصالح في دور (جاسم) الجار

## طاقم العمل
- تأليف - إبراهيم الهنداوي
- إعداد - اللجنة الثقافية
- الإدارة المسرحية - رضا علي حسين
- الإدارة المسرحية - صالح الشايجي
- المؤثرات الصوتية - عبدالله عيسى
- المؤثرات الصوتية - عدنان حامد
- الإضاءة - محمود نصير
- الإضاءة - عبدالله المنيع
- الإضاءة - محمد عبد المعطي
- الأكسسوار - علي بعركي
- الأكسسوار - محمد الفريح
- الماكياج - محمد عبدالحميد
- الماكياج - عبد العزيز المنصور
- التلقين - عبد الكريم الشريدة
- مهندس الديكور - يوسف قاسم
- تركيب الديكور - أحمد سعيد
- تركيب الديكور - عمر ربان
- ساعد في الإخراج - عبد الله خريبط
- تصوير - عبدالحسين كرم
- تصوير - عبدالعزيز محمد
- تصوير - علي حسين
- المونتاج - مشعل عبدالله
- الصوت - صالح سليمان
- الصورة - خليل حسين
- التصوير المرئي - محمد الديكان
- التصوير المرئي - امان معتوق
- الإخراج المسرحي - عبد العزيز الفهد
- مساعد النقل - خلف ادريس
- ساعد في الاخراج التلفزيوني - خالد عبد الله الصقعبي
- الإخراج التلفزيوني - حسين الصالح

## وصلات خارجية
المسرحية كاملة على يوتيوب